# M.C. Escher Akwadukt
Het M.C. Escher Akwadukt is een aquaduct aan de zuidzijde van Leeuwarden in het verlengde van de Drachtsterweg. Over het aquaduct loopt het Van Harinxmakanaal. 
Het aquaduct is vernoemd naar de in Leeuwarden geboren kunstenaar Maurits Cornelis Escher. Het aquaduct is officieel op 31 augustus 2017 geopend. Op 7 augustus was de oostelijke rijbaan al voor auto's opengesteld. Het werd gebouwd ter vervanging van de naastgelegen Drachtsterbrug. In het kader van Masterplan Kunst Vrij-Baan werden tegeltableaus gemaakt naar ontwerp van kunstenaar Jan van der Ploeg.

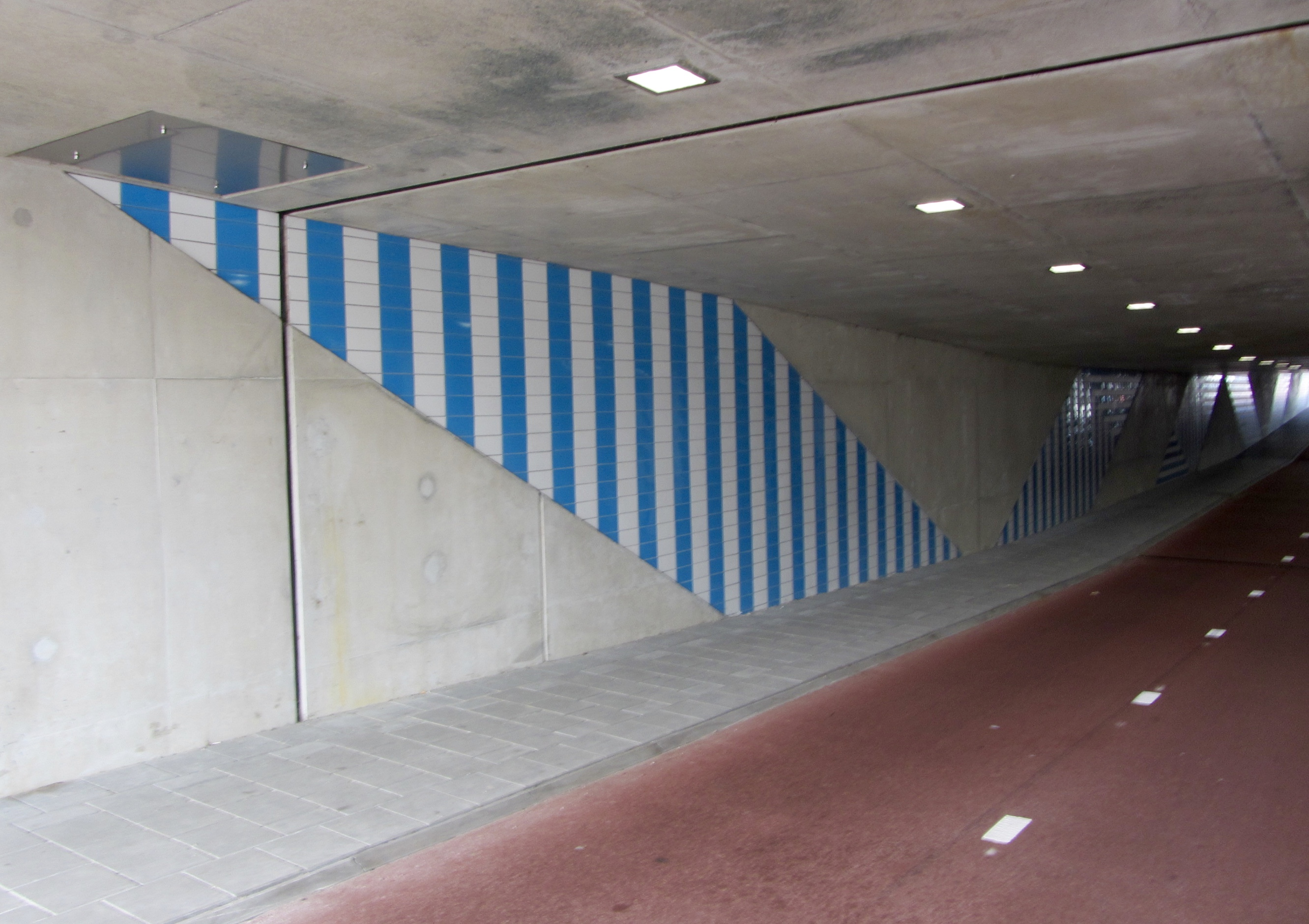
Tegeltableaus naar ontwerp van Jan van der Ploeg

Galamadammen · Geeuw · Hendrik Bulthuis ·  Houkesloot · Ie · Jeltesloot · Langdeel · Leppa · Margaretha Zelle · M.C. Escher · Mid-Fryslân · Prinses Margriet · Richard Hageman · Van Harinxmakanaal (Harlingen)